# Izbori za Europski parlament 2014.
| Država                 | 2009. | 2011./13.1 | 2014. |
| ---------------------- | ----- | ---------- | ----- |
| Austrija               | 17    | 19         | 18    |
| Belgija                | 22    | 22         | 21    |
| Bugarska               | 17    | 18         | 17    |
| Cipar                  | 6     | 6          | 6     |
| Češka                  | 22    | 22         | 21    |
| Danska                 | 13    | 13         | 13    |
| Estonija               | 6     | 6          | 6     |
| Finska                 | 13    | 13         | 13    |
| Francuska              | 72    | 74         | 74    |
| Grčka                  | 22    | 22         | 21    |
| Hrvatska               | -     | 12         | 11    |
| Irska                  | 12    | 12         | 11    |
| Italija                | 72    | 73         | 73    |
| Latvija                | 8     | 9          | 8     |
| Litva                  | 12    | 12         | 11    |
| Luksemburg             | 6     | 6          | 6     |
| Mađarska               | 22    | 22         | 21    |
| Malta                  | 5     | 6          | 6     |
| Nizozemska             | 25    | 26         | 26    |
| Njemačka               | 99    | 99         | 96    |
| Poljska                | 50    | 51         | 51    |
| Portugal               | 22    | 22         | 21    |
| Rumunjska              | 33    | 33         | 32    |
| Slovačka               | 13    | 13         | 13    |
| Slovenija              | 7     | 8          | 8     |
| Španjolska             | 50    | 54         | 54    |
| Švedska                | 18    | 20         | 20    |
| Ujedinjeno Kraljevstvo | 72    | 73         | 73    |
| Ukupno:                | 736   | 754/7661   | 751   |

1Od 1. srpnja 2013. u Europskom parlamentu je 12 zastupnika iz Hrvatske.
Izbori za Europski parlament 2014. izbori su za zastupnike u Europskom parlamentu. Održali su se u svim zemljama članicama Europske unije između 22. i 25. svibnja 2014. godine.
Izbori za zastupnike u Europskom parlamentu u svim zemljama Europske unije u pravilu se održavaju svakih pet godina, koliko traje zastupnički mandat. Glasači neposrednim glasovanjem biraju zastupnike europskog parlamenta. To će biti ukupno osmi izbori za Europski parlament na području cijele EU od 1979., a drugi u kojima zastupnike biraju i hrvatski birači.
Hrvatska je birala ukupno 11 predstavnika, jednog manje nego na proteklim izborima 2013.

## Izabrani hrvatski predstavnici
| HDZ - HSS - HSP AS - BUZ                                                                              | SDP - HNS - IDS - HSU                                         | ORaH           |
| --- | ------------------------------------------------------------- | -------------- |
| * Andrej Plenković * Dubravka Šuica * Ivana Maletić * Marijana Petir * Ruža Tomašić * Davor Ivo Stier | * Biljana Borzan * Jozo Radoš * Tonino Picula * Ivan Jakovčić | * Davor Škrlec |